# یواس‌اس لورین کانتی (ال‌اس‌تی-۱۱۷۷)
یواس‌اس لورین کانتی (ال‌اس‌تی-۱۱۷۷) (به انگلیسی: USS Lorain County (LST-1177)) یک کشتی بود که طول آن ۴۴۶ فوت (۱۳۶ متر) بود. این کشتی در سال ۱۹۵۷ ساخته شد.